# Joseph Crespo
Vous lisez un « bon article » labellisé en 2023.
Pour les articles homonymes, voir Crespo.

a Compétitions nationales et continentales officielles uniquement.

b Matchs officiels uniquement.
Joseph Crespo dit Monsieur Jo, né le 1er janvier 1925 à Elne (Pyrénées-Orientales) et mort le 7 mai 2004 à Mably (Loire), est un joueur français de rugby à XV et international français de rugby à XIII, évoluant aux postes de demi de mêlée, de demi d'ouverture ou de centre.
Enfant de Perpignan, il découvre le rugby à XV au sein du club de quartier de l'Avenir sportif perpignanais aux côtés d'un dénommé Puig-Aubert puis tous deux rejoignent l'U.S.A. Perpignan. J. Crespo devient champion de France juniors en 1943 puis champion de France seniors en 1944 dans une équipe perpignanaise comprenant Joseph Desclaux, Puig-Aubert et Frédéric Trescases contre l'Aviron bayonnais de Jean Dauger sur le score de 20-5.
Le rugby à XIII réapparaît en France en 1944 après son interdiction durant la Seconde Guerre mondiale ; J. Crespo, à l'instar de nombreux Perpignanais tels qu'Henri Riu, rejoint ce code de rugby et s'engage au sein du R.C. Roanne de Claudius Devernois en 1945. Au sein du club roannais, au côté de René Duffort avec qui il perfectionne la passe croisée, il remporte à deux reprises le Championnat de France en 1947 et 1948, puis il rejoint l'U.S. Lyon-Villeurbanne pour deux autres titres en 1951 et 1955, complétés de deux titres de Coupe de France en 1953 et 1954.
Demi de mêlée référence du Championnat de France, capable de jouer en demi d'ouverture ou centre avec autant de succès, il compte également 28 sélections avec l'équipe de France, prenant part aux titres de la Coupe d'Europe des nations en 1949, 1951 et 1952, à la Tournée de l'équipe de France de rugby à XIII en 1951 en Australie et Nouvelle-Zélande, et à la finale de la Coupe du monde en 1954.

## Biographie

### Enfance, jeunesse et débuts en rugby à XV avec succès à Perpignan
Joseph Édouard Casimir Crespo naît le 1er janvier 1925 à Elne (Pyrénées-Orientales). Son père, Second Crespo (né à Beneixama en Espagne le 8 mars 1894 puis naturalisé français en 1937), est chauffeur d'automobile, et sa mère, Françoise Cabot (née à Collioure le 14 juillet 1896 et décédée à Perpignan en 1983), sans profession. Il a un frère, René (1919-2009). J. Crespo épouse Suzanne Marcel (née à Roanne en 1927), avec qui il a trois filles : Françoise, Josette et Catherine.
Composition de l'USA Perpignan :
Né à Elne, Joseph Crespo s'adonne au rugby à XV dès son plus jeune âge. Il déménage dans le quartier de la gare de Perpignan et intègre en 1940 le club de l'Avenir sportif perpignanais, où il trouve Gaston Comes et un dénommé Puig-Aubert. Ce dernier et J. Crespo rejoignent ensuite le grand club de la ville : l'U.S.A. Perpignan. Surclassé, il intègre rapidement l'équipe première tout en continuant à jouer pour les juniors. Au poste de demi de mêlée, il remporte en 1943 la Coupe Frantz-Reichel (champion de France des moins de 21 ans) puis, titulaire au sein de l'équipe première perpignanaise, il remporte le Championnat de France de 1944. La finale, disputée à Paris au Parc des Princes, voit la victoire des Catalans 20-5 sur l'Aviron bayonnais de Jean Dauger et Jean Dubalen.

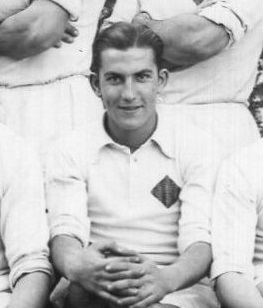
Joseph Crespo sous le maillot de l'U.S.A. Perpignan en 1944.

L'équipe perpignanaise compte alors de nombreux juniors qui feront les beaux jours du rugby d'après-guerre. J. Crespo se distingue au poste de demi de mêlée et constitue l'un des grands espoirs du rugby. À ses côtés se trouvent, encadrés par l'expérimenté capitaine Joseph Desclaux, Louis Carrère, Lucien Barris, Ambroise Ulma, Marcel Blanc, Frédéric Trescazes et Robert Puig-Aubert.
En juin 1944, sa progression est interrompue : il est pris dans une rafle sur Perpignan et il part en Allemagne pour le Service du travail obligatoire durant une année. Il travaille alors pour la société Gutehoffnungshütte à Oberhausen.

### 1945: départ au rugby à XIII et grand joueur du R.C. Roanne et de l'équipe de France

#### 1945-1946: intégration dans la grande équipe du R.C. Roanne

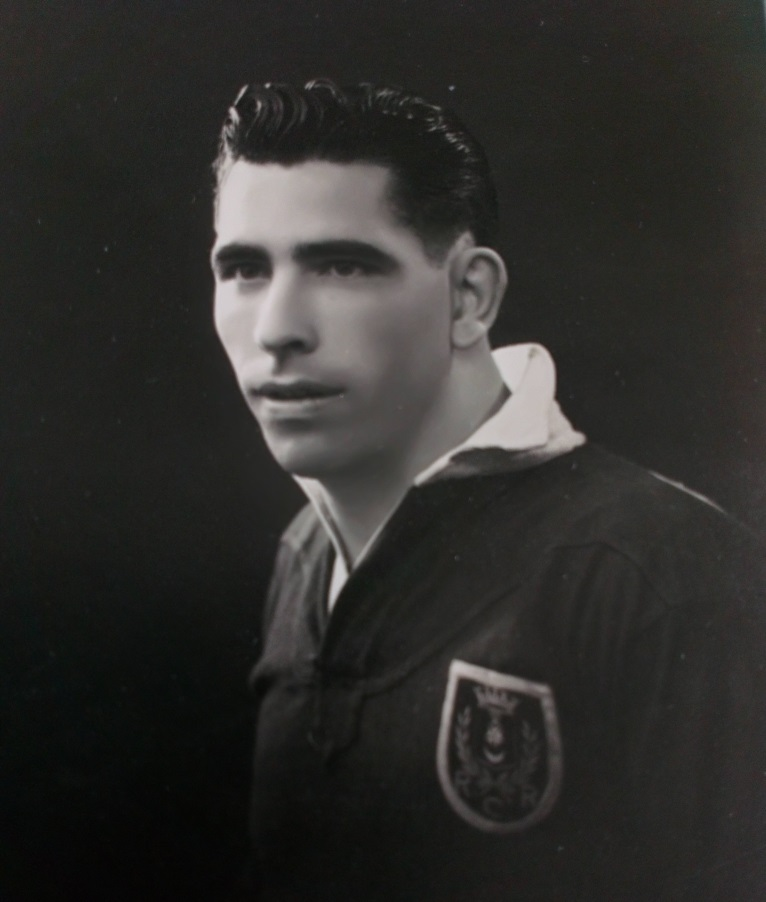
Henri Riu sert de chaperon à Joseph Crespo à son arrivée au R.C. Roanne.

À son retour du STO, à la fin de la Seconde Guerre mondiale, le rugby à XIII ressuscite après avoir été interdit par le régime de Vichy soutenu par les instances de rugby à XV. Pour relancer ce code de rugby, ses dirigeants se lancent à recruter les meilleurs jeunes joueurs de rugby. J. Crespo, ayant brillé sous le maillot de l'USA Perpignan, fait partie des joueurs qui franchissent le Rubicon : il s'engage avec le club du R.C. Roanne dans la Loire, relancé par l'homme d'affaires Claudius Devernois, et en parallèle travaille au sein de l'entreprise Devernois. J. Crespo est accompagné dans ce changement de code par son coéquipier perpignanais Henri Riu qui lui sert de chaperon. Le R.C. Roanne est l'un des clubs les plus prestigieux d'avant-guerre, vainqueur du Championnat de France en 1939 avec notamment René Arotça, Jean Dauger et Max Rousié.
Joseph Crespo n'est pas la seule recrue prestigieuse de cette équipe qui se positionne rapidement comme l'un des grands acteurs du Championnat de France. L'équipe, entraînée par Jean Duhau, est composée notamment de Pierre Taillantou, Robert Joly, des Catalans Riu, Élie Brousse et Gaston Comes, de l'arrière Jean Barreteau et des anciens revenants présents avant la guerre Robert Dauger (frère de Jean Dauger), Vincent Martimpé-Gallart et Henri Gibert.
Durant cette saison, J. Crespo ne peut pas pleinement donner la mesure de son talent au printemps, étant en retrait des terrains pour blessures pendant plus de deux mois entre février et avril 1946 et ne pouvant pas prendre part aux demi-finales. L'équipe du R.C. Roanne atteint les demi-finales du Championnat de France et de la Coupe de France mais est vaincue à ce stade de la compétition respectivement par l'AS Carcassonne 15-3 et le XIII Catalan 8-7.

#### 1946-1947: premier titre de Championnat de France
Lors de la saison 1946-1947, l'équipe roannaise est renforcée par l'arrivée de René Duffort. Les deux ensemble vont alors écrire quelques uns des grands exploits du XIII d'après-guerre et perfectionnent avec talent la passe croisée qui fait leur renommée. L'entraîneur Jean Duhau, appelé à construire le R.C. Marseille de Paul Ricard, est remplacé par l'ancien joueur international Robert Samatan, la confiance est laissée à J. Crespo au poste de demi de mêlée, bien qu'il soit aligné à diverses reprises aux postes de centre ou d'ailier au cours de la saison.
Composition du R.C. Roanne :
R. Samatan n'aligne jamais au cours de la saison la même équipe titulaire, préférant permuter les joueurs à leurs postes respectifs pour surprendre tactiquement leurs adversaires. Ainsi, J. Crespo, formé depuis ses années en junior au poste de demi de mêlée, se voit parfois placé à l'aile tandis que Pouy passe demi de mêlée. Malgré ces changements qui déroutent les propres supporters du club roannais, le R.C. Roanne effectue une saison de haute qualité, occupant les premières places du classement du Championnat tout au long de la saison. J. Crespo effectue une saison enfin complète et s'impose clairement titulaire dans le XIII de départ roannais. Il est par exemple l'un des artisans de la victoire des siens face au XIII Catalan en huitième de finale de la Coupe de France. Vainqueur de la saison régulière du Championnat, le R.C. Roanne se qualifie pour la finale et peut observer ses adversaires disputer des barrages. C'est l'A.S. Carcassonne de Puig-Aubert qui sort vainqueur de ces confrontations, éliminant le F.C. Lézignan puis Bordeaux-Bayonne. Bien qu’elle n'ait pas fini première de la saison régulière, l'A.S. Carcassonne, tenant du titre, est favorite contre le R.C. Roanne. La finale, disputée au stade municipal de Lyon, oppose les deux meilleures équipes de la saison comptant bon nombre d'internationaux français dans leurs rangs. Le R.C. Roanne réalise la rencontre parfaite face à une équipe carcassonnaise inefficace et en panne d'inspiration une semaine après leur titre en Coupe de France. Dans une rencontre achevée 19-0 avec treize points inscrits par Gaston Comes désigné homme du match, J. Crespo, placé à l'aile et abattant plus de travail défensif qu'offensif, parvient toutefois à inscrire l'un des essais roannais et se met en vedette au cours de ce match malgré peu de bons ballons à son égard. Il porte en triomphe leur capitaine Pouy après le coup de sifflet final avec ses coéquipiers Barreteau, Duffort et Taillantou. Il s'agit du premier titre de Championnat de France de rugby à XIII de J. Crespo, lui qui avait remporté le Championnat de France de rugby à XV en 1944 avec l'U.S.A. Perpignan.

#### 1947-1948: second titre de Championnat de France et premières capes internationales
Composition de la France  :
Pour la saison 1947-1948, Robert Samatan est reconduit dans ses fonctions d'entraîneur, mais Gaston Comes et Élie Brousse ont quitté le club. Joseph Crespo reste, quant à lui, un des éléments incontournables au R.C. Roanne en raison de sa polyvalence, avec une préférence au poste de demi de mêlée mais tout aussi performant au centre et à l'aile, et peut dépanner au poste de demi d'ouverture en cas d'absence de Pierre Taillantou. Le club roannais est prétendant à son propre titre avec pour principale concurrence l'A.S. Carcassonne et le R.C. Marseille. En janvier 1948, J. Crespo dispute dans le cadre de la tournée de l'équipe de Nouvelle-Zélande en Europe des matchs de sélections, d'une part avec les Catalans de France puis avec une sélection du Lyonnais. Grâce à ces deux prestations de qualité, il se distingue et se positionne comme un vrai prétendant à l'équipe de France et réaffirme que son poste de prédilection est bien demi de mêlée : il considère y « donner son meilleur rendement et [être] le plus à l'aise ». Sa première cape internationale est confirmée quelques jours avant la rencontre contre la Nouvelle-Zélande : il est associé à la charnière à l'expérimenté Robert Caillou et est préféré à son partenaire du club René Duffort qui se remet d'une entorse à la cheville. Malgré une large victoire, J. Crespo ne réalise pas la partie escomptée mais pose ses premiers jalons en équipe de France qu'il côtoie jusqu'en 1954.

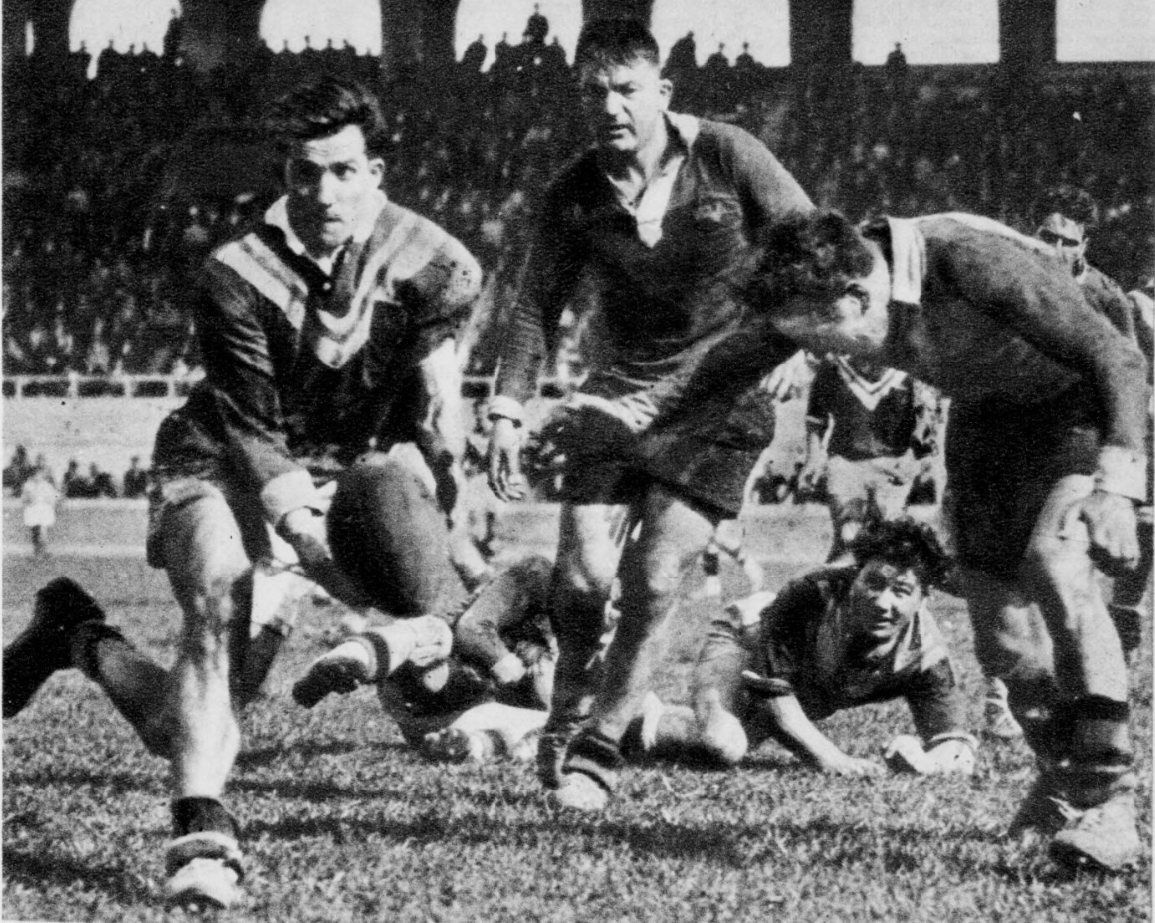
Joseph Crespo en possession de la balle face aux Carcassonnais Jean Poch et Édouard Ponsinet.

Convoqué pour France-pays de Galles en mars 1948, il décline la sélection en raison d'un décollement des muscles de l'épaule mais retrouve sa place pour le France-Angleterre qui se dispute au stade Vélodrome de Marseille en avril. Ce match détermine le vainqueur de l'édition 1948 de la Coupe d'Europe. Associé à Pierre Taillantou à la charnière, J. Crespo ne réussit pas une performance de haute volée avec des transmissions de passes vers son ouvreur inefficaces, et la France est défaite 25-10 par une Angleterre emmenée par un demi de mêlée Thomas Bradshaw qui a pris le dessus sur J. Crespo.
Composition du R.C. Roanne :
En club toutefois, J. Crespo aligne les belles performances en cette fin de saison en Championnat, tandis que le R.C. Roanne est éliminé en quart de finale de la Coupe de France par l'A.S. Carcassonne, rencontre à laquelle il ne prend pas part en raison de sa blessure à l'épaule fin mars 1948. Terminant second de la saison régulière derrière l'A.S. Carcassonne, le R.C. Roanne affronte en demi-finale le R.C. Marseille une semaine après la rencontre contre l'Angleterre. La victoire sur les Marseillais, au cours de laquelle J. Crespo marque un essai, est obtenue sur le score de 16-11, et pour la deuxième année consécutive la finale du Championnat de France oppose l'A.S. Carcassonne au R.C. Roanne.
La finale se déroule au stade Vélodrome de Marseille. J. Crespo est placé au centre et à l'aile en permutation avec Roger Pouy, laissant place à la charnière Duffort-Taillantou côté roannais. Face au vent en première période, le R.C. Roanne subit les assauts carcassonnais qui maîtrisent le match mais ne parviennent pas à scorer. J. Crespo est par ailleurs auteur d'un sauvetage en cette première période en barrant la route à Frédéric Trescazes qui, partant alors à l'essai, transmet le ballon à Jep Maso qui le laisse s'échapper. L'A.S. Carcassonne mène seulement 2-0 à la mi-temps grâce à un drop de Puig-Aubert puis joue contre le vent en seconde période. Cet élément permet au R.C. Roanne d'inverser le cours de la rencontre par un essai de Taillantou scellant le score définitivement à la 56e  minute. Le R.C. Roanne et J. Crespo célèbrent leur deuxième titre d'affilée de Championnat de France.

#### 1948-1949: vainqueur de la Coupe d'Europe des nations avec la France
La saison 1948-1949 du R.C. Roanne se déroule avec plus de difficultés en raison des blessures qui affectent plusieurs joueurs, notamment celles de Robert Dauger, René Duffort et Roger Pouy, contraignant l'entraîneur Robert Samatan à modifier constamment son treize titulaire, ainsi que par le départ de joueurs de qualité tels Raymond Contrastin, Henri Gibert et Lucien Barris.

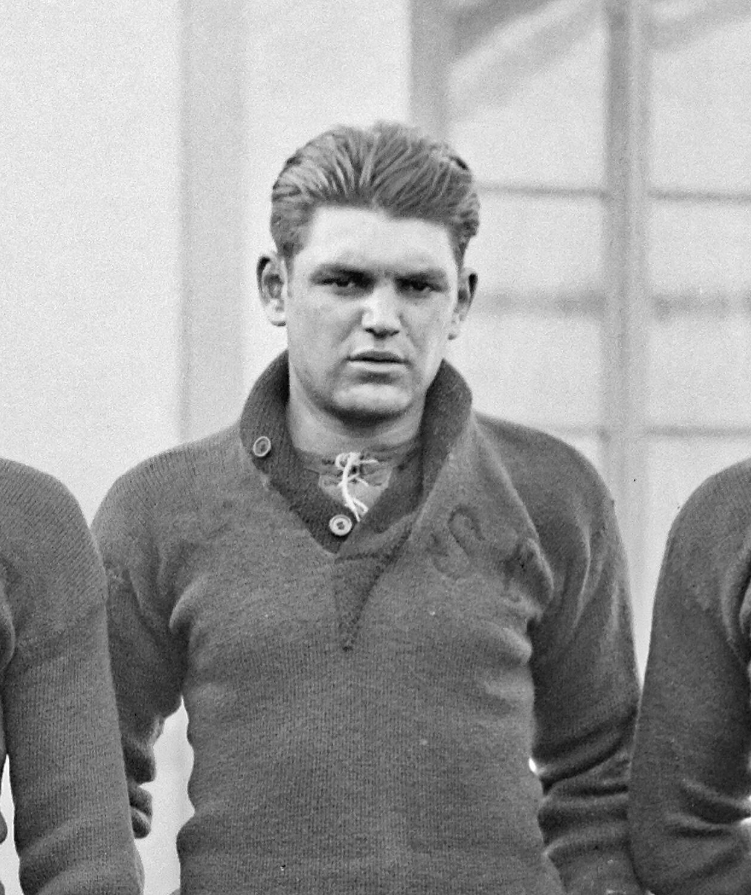
Jean Duhau, sélectionneur de l'équipe de France, le convoque à de nombreuses reprises.

En équipe de France, J. Crespo subit l'émergence du demi de mêlée marseillais Jean Dop et ne prend pas part à la victoire sur le pays de Galles en octobre 1948 dans le cadre de la première journée de la Coupe d'Europe 1948-49. J. Crespo profite des blessures de joueurs dont J. Dop au match suivant qui oppose la France à l'Angleterre. Il est associé à la charnière avec Duffort pour cette rencontre. La France mène 5-2 jusqu'à la 77e minute avant que l'Angleterre renverse la rencontre par deux essais pour s'imposer 12-5. Malgré cette défaite en l'absence de Puig-Aubert, J. Crespo est cité comme l'un des meilleurs joueurs de la rencontre, éclipse son vis-à-vis Gerry Helme et est passeur décisif sur l'essai français marqué par Odé Lepes. Ce match assoit clairement J. Crespo dans le XIII de France où sa performance est saluée par ses adversaires, ses compatriotes et les observateurs tels que William Fallowfield affirmant son étonnement.
Après cette rencontre internationale, J. Crespo poursuit sa condition éclatante en s'affirmant désormais comme l'un des meilleurs joueurs du Championnat et étant cité comme le dépositaire du jeu roannais. Il démontre et confirme sa forme en permettant à Roanne de dominer le R.C. Marseille mi-décembre 1948 7-6 où il est cité comme homme du match, infligeant ainsi la première défaite à Marseille cette saison-là. Son positionnement au poste de centre, décidé par son entraîneur roannais R. Samatan, offre à l'équipe de France une réelle opportunité tant J. Crespo y apparaît efficace, la polyvalence jouant pour lui, il est désormais considéré comme l'étincelle dont manquait le XIII de France selon les décideurs de ce dernier et les observateurs. Le sélectionneur français, Jean Duhau, confirme cette impression est déclare que « Crespo mérite peut être bien le numéro 1 du classement des centres français et est sans aucun doute le meilleur demi de mêlée français ».
La fin d'année et le début d'année 1949 sont marqués par la tournée de l'équipe d'Australie de passage en France. Elle affronte au préalable à Noël 1948 la sélection des Catalans de France à laquelle J. Crespo ne peut pas prendre part en raison de l’opposition de son président roannais, C. Devernois. Les Catalans emmenés par Paul Dejean s'imposent 20-5. Toutefois, pour la double confrontation en janvier 1949 entre la France et l'Australie, J. Crespo est titularisé au poste de centre au détriment de Gaston Comes. Pour ces deux chocs, la France est tout d'abord battue 29-10 au stade Vélodrome de Marseille puis 10-0 au parc Lescure de Bordeaux. J. Crespo est l'un des cinq joueurs français à disputer les deux rencontres mais comme ses coéquipiers, il s'avoue impuissant face aux Australiens. Début mars, dans une saison où tout semble lui sourire, il se marie avec une Roannaise, Suzanne Marcel.
En Coupe d'Europe, il reste deux rencontres à disputer pour la France qui se rend dans un premier temps au stade de Wembley pour affronter l'Angleterre puis accueille au stade Vélodrome le pays de Galles. Une double victoire permettrait à la sélection française de soulever le trophée pour la première fois depuis la fin de la Seconde Guerre mondiale. J. Crespo est convoqué pour la première confrontation au poste de demi de mêlée en étant associé à l'ouvreur albigeois Charles Galaup. Dans un stade de Wembley clairsemé de près de 15 000 spectateurs, les avants français sont les grands joueurs de cette rencontre qui voit la France s'imposer 12-5 et venger leur défaite à Bordeaux face au même adversaire. J. Crespo tout comme C. Galaup sont finalement peu en vue durant la rencontre mais le premier est qualifié de très intelligent par la presse sportive et offre la passe décisive pour l'un des trois drops victorieux de Puig-Aubert. Il s'agit d'un véritable exploit pour la France qui n'avait plus battu l'Angleterre depuis le 25 février 1939. Le week-end suivant, il remporte avec le R.C. Roanne le huitième de finale victorieux de la Coupe de France contre le XIII Catalan puis prépare la rencontre décisive contre le pays de Galles en Coupe d'Europe.
Composition de l'équipe de France :
Au stade Vélodrome, la France affronte le pays de Galles le 10 avril 1949, ce dernier a également battu l'Angleterre en février et peut empêcher la France de soulever le trophée. Près de 30 000 spectateurs assistent à cette rencontre. Le sélectionneur Jean Duhau décide de laisser le poste de demi de mêlée à Roger Guilhem et place J. Crespo au centre au côté de son ami Paul Déjean où il y est tout aussi efficace. Face à des Gallois hargneux et truqueurs, dominants les dix premières minutes, J. Crespo est à l'origine du premier essai français en servant Déjean qui lance Vincent Cantoni à l'essai sur un débordement. La rencontre se clôt sur le score de 11-0 avec trois essais marqués, J. Crespo et ses coéquipiers fêtent l'évènement en effectuant un tour d'honneur après une minute de silence à la mémoire de Jean Galia (disparu en janvier 1949) et une Marseillaise.
En Championnat et en Coupe de France, le R.C. Roanne s'avance comme un prétendant aux deux titres. Associé à Jep Maso, le club roannais s'incline toutefois en demi-finale de la Coupe de France au parc des Princes de Paris face à l'A.S. Carcassonne sur le score de 21-6 dans une rencontre où les Roannais durent jouer à 10 joueurs par instants en raison des blessures cumulées de Jean Barreteau et Rodeila entre autres. La semaine suivante, le R.C. Roanne affronte en demi finale du Championnat le R.C. Marseille. R. Samatan place J. Crespo au poste d'ailier malgré son peu d'expérience à ce poste. Les Marseillais, en forme étincelante et portés par la charnière Jean Dop-Paul Césard, infligent une correction 22-0 à des Roannais disputant leur plus mauvaise rencontre de la saison.

### 1949: Joseph Crespo rejoint à l'U.S. Lyon-Villeurbanne et connaît également des triomphes internationaux avec la France

#### 1949: déménagement à l'U.S. Lyon-Villeurbanne

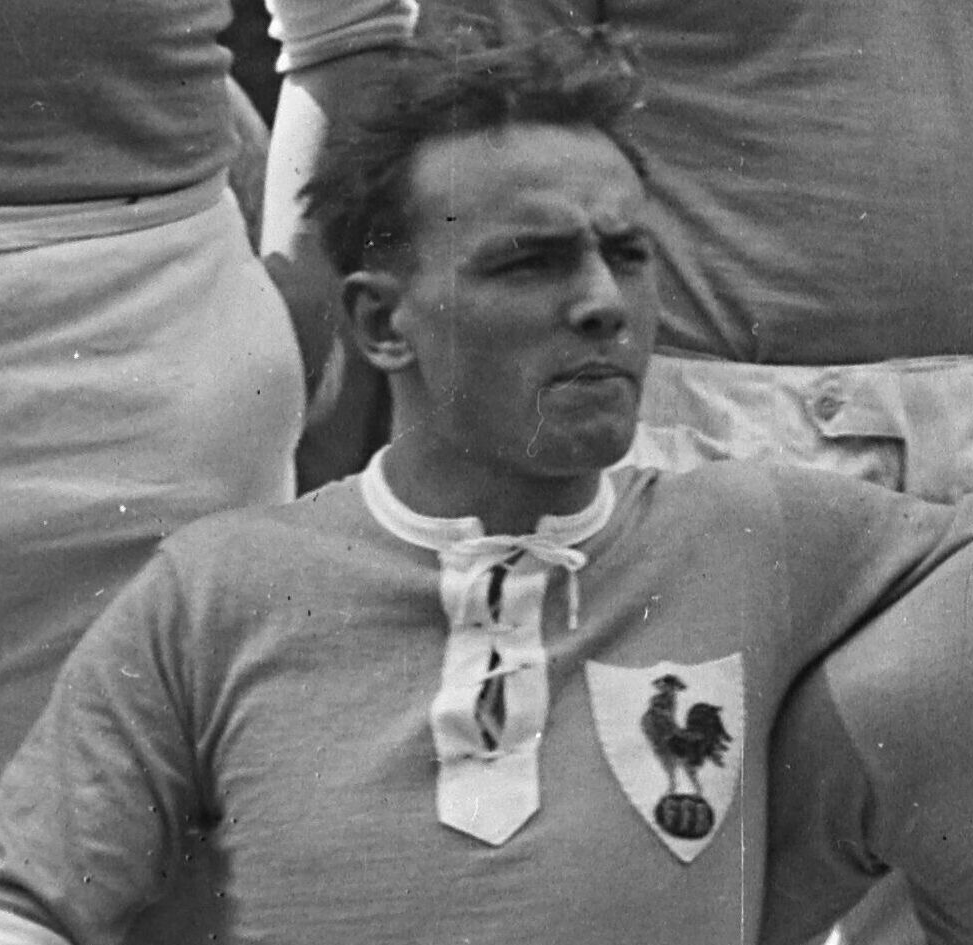
Robert Samatan entraîne Joseph Crespo au R.C. Roanne puis à l'U.S. Lyon-Villeurbanne avec lequel il a construit de nombreux succès.

Le R.C. Roanne connaît un grand bouleversement dans cette intersaison. Son président, Claudius Devernois, qui porte financièrement depuis quinze années le club, constate le non équilibre du budget qu'il alimente chaque saison. Il se voit également confronté à un mécontentement de son management et les recettes à la billetterie sont en deçà des objectifs. En lien avec la Fédération française, il est invité à concentrer ses efforts sur la région lyonnaise et à reprendre le club de l'U.S. Lyon-Villeurbanne situé dans une « agglomération à recettes ». Il acte ce transfert en septembre 1949 et emmène avec lui de nombreux joueurs. Joseph Crespo le suit à l'instar de Jean Audoubert, René Duffort, Pierre Taillantou et Henri Riu, et de leur entraîneur Robert Samatan. La constitution de ce nouveau club avec l'intégration de nombreux joueurs pose question de savoir si une homogénéité sera facile à obtenir.
Les premières rencontres ôtent tout doute à cette équipe lyonnaise qui rapidement se positionne en haut du classement du Championnat et est potentiellement reconnue comme un candidat aux titres nationaux. L'équipe de France ouvre sa saison en novembre face au pays de Galles. Joseph Crespo est appelé mais n'est pas titularisé et manque cette première rencontre. Jean Duhau le mettant en réserve et titularisant le demi de mêlée marseillais Jean Dop à la place. Pour la rencontre suivante face à l'Angleterre, J. Crespo est annoncé au poste de centre avec Duffort à ses côtés, Jep Maso restant sur le banc. La France subit dans cette rencontre sa deuxième défaite de la saison, cette fois sur le score de 13-5. J. Crespo à l'instar de ses coéquipiers passent à côté de leurs matchs, subissant les assauts anglais. Il s'agit de son unique rencontre internationale de la saison, n'étant pas appelé à affronter les Autres Nationalités en janvier 1950. En Championnat comme en Coupe de France, le club de Lyon poursuit ses performances de haut rang, battant notamment le leader XIII Catalan en décembre 1949, le R.C. Marseille en mars 1950 et surtout l'A.S. Carcassonne de Puig-Aubert en huitième de finale de la Coupe de France 13-8 : dans ce dernier match J. Crespo au poste de demi de mêlée est le grand artisan de ce succès. Il prend part avant les matchs décisifs de fin de saison à la rencontre Catalans-Basques pour un match de propagande à Carcassonne remporté par les premiers 38-23.
J. Crespo et ses coéquipiers lyonnais affrontent en demi-finale du Championnat de France l'A.S. Carcassonne. Gagnant leur opposition en Coupe de France, l'U.S. Lyon-Villleurbanne a toutefois été tenue en échec 3-3 en octobre 1949 et battue en décembre 1949 15-0 par les Carcassonnais. La rencontre est plus qu'équilibrée jusqu'à l'heure de jeu (0-0 à la mi-temps) avant que Carcassonne dans une ambiance bagarreuse s'impose sur le score de 10-6. J. Crespo fait partie des joueurs blessés qui amènent le président M. Devernois à demander des explications à la Fédération mais cela ne remet pas en question la participation du joueur pour la finale de la Coupe de France face au XIII Catalan. La finale de la Coupe de France, disputée à Perpignan, voit le XIII Catalan grâce à ses avants s'imposer 12-5, malgré un jeu subtil de J. Crespo qui clôt une saison sans titre.

#### 1950-1951: Vainqueur de la Coupe d'Europe avec la France et champion de France avec Lyon
Joseph Crespo démarre cette nouvelle saison sur les bords du Rhône avec l'U.S. Lyon-Villeurbanne qui revendique son statut de prétendant aux titres nationaux, renforcé par l'arrivée de Roger Rey ou d'Hugues Baldassin entre autres. Le club lyonnais débute bien la saison et confirme leur ambition. J. Crespo, auteur d'un excellent début de saison comprenant une performance face au Toulouse olympique XIII avec trois essais inscrits, est ainsi de nouveau dans les papiers du sélectionneur Jean Duhau qui le présélectionne en vue de disputer la Coupe d'Europe 1951. Choix incertain jusqu'au dernier moment, J. Crespo est finalement bien aligné dans le treize de départ qui affronte l'Angleterre en ce mois de novembre 1950 au poste de centre à la suite de l'indisponibilité de Déjean aux côtés de René Duffort. Dans une rencontre indécise jusqu'à la 78e minute où les deux équipes sont à égalité 9-9, un ballon perdu en attaque par Louis Mazon offre une ultime contre attaque anglaise menant à un essai victorieux. Malgré la défaite, la France présente un jeu ouvert et agréable donnant de l'élan aux joueurs où Crespo est cité pour avoir fait un match remarquable. Placé au centre en équipe de France en raison de la présence de Jean Dop du R.C. Marseille, Joseph Crespo vit la même situation en club malgré son désir de revenir en demi de mêlée, ces deux joueurs se livrent tout au long de la saison un duel à distance pour évoluer en charnière en équipe de France. Toutefois, lors de la seconde rencontre internationale face à la sélection Autres Nationalités de ce mois de décembre 1950, l'équipe de France joue la sécurité et mise de nouveau sur la polyvalence de J. Crespo au poste de centre pour aligner une charnière Galaup-Duffort, Dop n'étant pas aligné. Cette opposition face à une sélection grandement alimentée par des Australiens tourne à l'avantage de la France qui s'impose 16-3. J. Crespo est cité comme le meilleur Français en étant acteur sur les deux essais français, le premier en le marquant et le second en effectuant la passe décisive à Édouard Ponsinet, et est qualifié en « état de grâce » par la presse.
En début d'année 1951, la France commence à sonder les joueurs qui prendront part durant quatre mois à la tournée en Australie et Nouvelle-Zélande et notamment leurs épouses. Sur Lyon, six joueurs sont pressentis dont J. Crespo avec Duffort, Taillantou, Bousse, Riu et Montrucolis pour ce périple de quatre mois de  mi-mai à mi août 1951. En Championnat, la lutte fait rage pour les quatre premières places pour cinq prétendants : Villeneuve, Marseille, Carcassonne, XIII Catalan et Lyon, ce dernier occupant la cinquième place en février 1951 malgré une victoire sur le leader Villeneuve. C'est finalement fin mars à l'ultime rencontre que Lyon ne parvient à se qualifier pour les demi finales du Championnat au prix d'une victoire sur le FC Lézignan avec un J. Crespo qui laisse ses partenaires à douze pour se préserver pour la suite.
Composition de l'équipe de France :
Dans la dernière ligne droite de la saison, J. Crespo prend d'abord part à la victoire contre le R.C. Carpentras 42-0 en quart de finale de la Coupe de France, puis dans l'optique de la dernière rencontre de la Coupe d'Europe contre le pays de Galles est convoqué au poste de centre. Cette rencontre en cas de victoire française permettrait à celle-ci de remporter le titre. De cette rencontre, disputée au stade Vélodrome de Marseille, la presse surnomme son atout offensive de « carré magique » composé de « Carrère-Galaup-Crespo-Merquey » et voit la France s'imposer 28-13 avec trois essais inscrits par Raoul Pérez. J. Crespo s'adjuge ainsi son deuxième titre de Coupe d'Europe.
Composition de Lyon-Villeurbanne :
De retour dans les compétitions nationales, J. Crespo et Lyon affrontent en demi-finale du Championnat de France l'A.S. Carcassonne à Perpignan. Il est associé à Duffort en charnière et joue enfin en demi de mêlée. Les Lyonnais s'imposent 16-11 surprenant les Carcassonnais pourtant favoris et prennent rendez-vous avec le XIII Catalan pour la finale à Toulouse. Ce dernier avance également comme favori face aux Lyonnais et un duel de demi de mêlée opposera Crespo à Carrère. C'est finalement Lyon XIII qui s'adjuge le titre 15-10 en marquant tous ses points en seconde période (5-0 pour les Catalans en première périodes) par cinq essais. J. Crespo, en retrait, prend toutefois une part active dans ce succès en contribuant à l'un des essais de la fin du match. Il s'agit du troisième titre de Championnat de France pour J. Crespo. La semaine suivante, en demi-finale de la Coupe de France, les deux équipes se retrouvent pour une revanche malgré l'absence de Carrère côté catalan qui laisse sa place à Ascola. Dans un remake de la finale, le scénario semble se répéter avec des Catalans dominateurs durant 50 minutes pour finalement perdre sur un score plus sévère cette fois-ci 18-2 dont un essai de J. Crespo et voit Lyon en route pour un inédit doublé. Cette finale, disputée à Marseille avant le grand départ pour l'Australie, place cette fois-ci Lyon comme favori au regard de sa fin de saison face à l'A.S. Carcassonne. Dans cette finale, Lyon mène 10-9 à douze minutes de la fin avant de laisser les Carcassonnais s'échapper au score et la remporter 22-10.

#### 1951: tournée triomphale de l'équipe de France en Australie
Groupe de la tournée de l'équipe de France :
Longtemps incertain pour accompagner l'équipe de France, Joseph Crespo est contacté dès le mois de janvier pour le périple de quatre mois en Australie et Nouvelle-Zélande mais réserve sa réponse dans l'attente de la naissance de son premier enfant. Finalement, en début avril 1951, il a donné son acceptation permettant à la fédération française de convoquer 27 joueurs.
Au départ de Marseille, les joueurs de l'équipe de France sont encadrés par le directeur de la tournée Antoine Blain accompagné des entraîneurs Jean Duhau et Robert Samatan, et prennent le départ via un avion quadrimoteur spécialement aménagé pour leur transport qui les emporte en direction de Sydney via des escales à Rome, le Caire, Karachi, Calcutta, Singapour, Jakarta et Darwin.
Une fois arrivée en Australie, l'équipe de France dispute de nombreux matchs amicaux contre des équipes et sélections locales avant d'affronter l'Australie dont la première rencontre est programmée le 11 juin 1951 à Sydney. J. Crespo s'illustre notamment contre l'équipe de Sydney disputé le 2 juin où il y marque un essai. En balance avec Jean Dop pour ce premier test-match contre l'Australie au poste de demi de mêlée, c'est finalement Dop qui est retenu laissant J. Crespo sur le banc. La France remporte ce premier test 26-15. Lors du second test programmé le 30 juin contre ce même adversaire, J. Crespo est cette fois-ci aligné sur le terrain au poste de centre. À Brisbane, l'équipe d'Australie prend sa revanche 23-11 alors qu'elle était menée 12-6 à la mi-temps.
Composition de l'équipe de France :
La belle se dispute à Sydney devant une affluence de 67 000 spectateurs. De cette rencontre, la France réalise un tour de force de s'imposer 35-14 d'où émerge J. Crespo auteur de trois essais, il s'agit alors de la plus large défaite infligée à l'Australie qui plus est sur ses terres, elle n'avait par ailleurs jamais encaissé plus de 27 points (41 ans plus tôt par l'équipe d'Angleterre). Cette rencontre a un grand retentissement dans le monde du rugby à XIII ainsi qu'en Australie, nation qui ne pensait pas que son équipe puisse être autant dominée chez elle. J. Crespo et ses coéquipiers sont alors salués par toute la presse. Il dispute l'ultime test contre la Nouvelle-Zélande, cette fois-ci au poste de demi de mêlée, mais est battu 16-15. La France sort toutefois grand vainqueur de cette tournée en comptant 21 victoires, 2 matchs nuls et 4 défaites seulement.

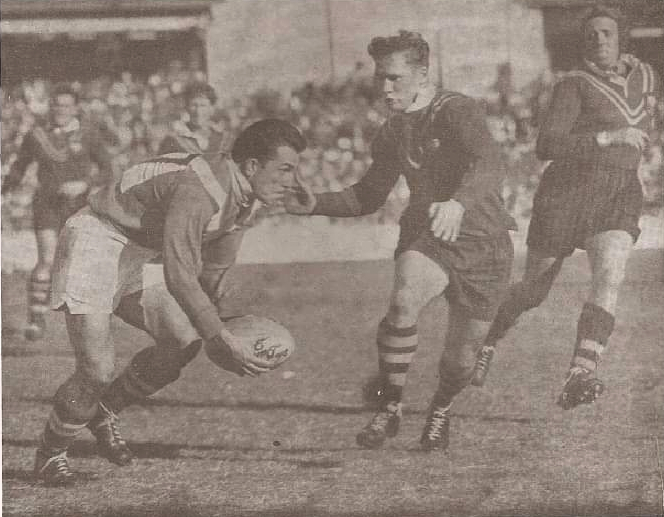
Joseph Crespo face à l'Australie.

Le retour de l'équipe de France mi-septembre se déroule à Marseille où une foule considérable est venue acclamer les joueurs à la suite de cette tournée triomphale. Sous les yeux de milliers de spectateurs, J. Crespo et ses coéquipiers effectuent une tournée en voiture de la mairie à la Préfecture des Bouches-du-Rhône en empruntant la Canebière, l'allée Léon-Gambetta, chaque joueur dans une voiture décapotable. Ils sont reçus en mairie par le Ministre de l'Éducation nationale entre autres.

#### 1951-1952: Crespo maintient le rang de l'U.S. Lyon-Villeurbanne avant de subir le contre-coup physique de la tournée
Après cette tournée qui marque l'histoire du rugby à XIII français, un club parisien est créé à partir de nombreux joueurs français de premier plan. L'U.S. Lyon-Villeurbanne n'y échappe pas et voit René Duffort, Élie Brousse et Maurice Bellan rejoindre la capitale, Joseph Crespo est un temps évoqué pour monter sur Paris mais reste finalement à Lyon. Le club lyonnais, tenant du titre du Championnat de France, compte sur J. Crespo, nouveau capitaine lyonnais, pour maintenir son rang et rester un club de haut de tableau.
Composition de l'équipe de France :
Il est cette saison utilisé comme demi de mêlée à la suite du départ de Duffort et accompagne son ouvreur Pierre Taillantou. Lyon est rapidement identifié comme un potentiel vainqueur du Championnat après les premières rencontres avec J. Crespo à la baguette et il est considéré comme le meilleur joueur français du Championnat dans l'optique de la sélection pour la première rencontre internationale du 3 novembre contre la sélection des Autres Nationalités pour le compte de la Coupe d'Europe. Il retrouve René Duffort pour cette rencontre en charnière au poste de demi de mêlée et est considéré avec Puig-Aubert comme le meilleur joueur français notamment en raison de sa polyvalence sur les lignes arrières pouvant passer de demi de mêlée au centre. Cette première sortie post-tournée s'effectue ainsi à Hull devant plus de 30 000 spectateurs, la France attend une mi-temps pour se mettre dans la rencontre et est menée 9-4 à la fin de ce premier acte. Malgré un jeu plus équilibré en seconde période, la France a réagi trop tardivement pour s'imposer et s'incline 17-14. J. Crespo est cité comme l'un des meilleurs éléments français et ne voit pas sa place dans l'effectif remise en question pour la suite de la saison en équipe de France. La deuxième rencontre internationale se déroule le 25 novembre au stade Vélodrome face à l'Angleterre. La France compte sur Puig-Aubert pour les points et J. Crespo pour construire le jeu. Ce dernier est placé au centre pour laisser place à la charnière Merquey-Dop. La France renverse complètement l’Angleterre sur ce match en s'imposant 42-13 avec dix essais inscrits dont trois par J. Crespo considéré comme le meilleur attaquant de l'équipe de France.
L'U.S. Lyon-Villeurbanne reste porté par J. Crespo et ses avants, et celui-ci clôt l'année 1951 par une double confrontation contre la Nouvelle-Zélande venue pour sa tournée européenne avec au programme deux rencontres contre la France les 23 et 30 décembre 1951. La première rencontre au Parc des Princes devant une assistance de près 25 000 spectateurs qui voit la victoire française 8-3 avec un J. Crespo au centre au côté de Maurice Voron dont c'est la première sélection. Avec Jacques Merquey, J. Crespo forme une paire de centres considérée comme l'une des meilleures du monde et permettant à la France de battre toute sélection. Pour la deuxième rencontre, souffrant d'un lumbago, J. Crespo déclare forfait et voit ses partenaires s'imposer 17-7 à Bordeaux.
À l'U.S. Lyon-Villeurbanne, J. Crespo ressent à la suite de ce lumbago une baisse de régime sur la deuxième partie de saison et enchaîne les pépins physiques au point d'être en mars alité et mis au repos trois semaines minimum lui faisant rater la convocation en équipe de France pour l'ultime rencontre de la Coupe d'Europe contre le pays de Galles (victoire 20-12 permettant à la France et J. Crespo de remporter le titre) et les ultimes rencontres de la saison régulière de Championnat. Pour les phases finales, il réintègre l'équipe lyonnaise et connaît l'élimination en demi-finale de la Coupe de France contre le XIII Catalan en étant le meilleur élément lyonnais puis une élimination en demi-finale du Championnat de France face au R.C. Marseille 34-13 dans une rencontre où les Lyonnais durent évoluer à 11 après les blessures de Sabeyrac tôt dans la rencontre et de Robert Lucia à la 15e minute. Il clôt sa saison par une rencontre de prestige contre les Lions Britanniques au parc des Princes en jouant demi d'ouverture en charnière avec Jean Dop et une victoire 22-12.

#### 1952-1954: deux titres de Coupe de France

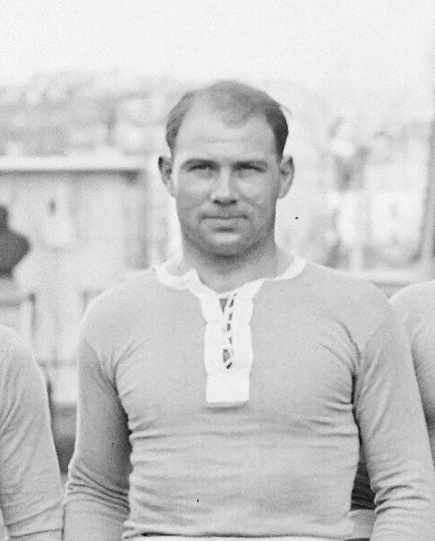
L'entraîneur lyonnais Charles Petit fait de Joseph Crespo son capitaine pour Lyon.

Au sein de l'armada lyonnaise, le capitaine Joseph Crespo est l'un des éléments les plus actifs. À l’orée de la saison 1952-1953, l'équipe garde les mêmes forces vives et se positionne comme l'une des équipes les plus attractives. Il rate le début de saison en raison d'un problème aux reins et reprend fin septembre. Jugé ainsi en méforme, cela l'empêche de prendre part à la première rencontre du XIII de France contre le pays de Galles d'octobre 1952 puis à la seconde contre les Autres Nationalités, deux rencontres que la France perd. Lyon de son côté se trouve assez éloigné des premières places en décembre avec une septième place, loin de ses prétentions, et fait mauvaise presse lors d'une rencontre contre le R.C. Marseille en se retirant de la rencontre, les Lyonnais prétextant éviter une bagarre, les Marseillais reprochant aux Lyonnais de quitter la pelouse devant plus fort qu'eux et éviter une score sévère. Lyon se redresse à partir de mi-décembre et entrevoit une remontée au classement coïncidant avec le retour au premier plan de J. Crespo. Après trois convocations aux rencontres de l'équipe de France, il est appelé pour affronter le second test-match de l'Australie disputé à Bordeaux le 11 janvier. Associé à Gilbert Benausse en charnière, la France crée la sensation en remportant le match 5-0 dans une rencontre où J. Crespo est cité comme l'un des meilleurs joueurs. Pour la troisième rencontre entre ces deux sélections, les sélectionneurs français reconduisent la charnière Benausse-Crespo avec la même réussite pour une victoire 13-5 et dix points de Puig-Aubert.
Pour cette fin de saison, l'U.S. Lyon-Villeurbanne réalise une deuxième partie de saison qui replace le club dans les quatre premières places qualificatives pour les demi-finales du Championnat. Son entraîneur, Charles Petit, dispose à partir de fin mars de son effectif au complet après une saison où il a dû déplorer les absences et méformes de bon nombre de ses joueurs, et ambitionne pour remporter les deux titres nationaux.
Composition de l'U.S. Lyon-Villeurbanne :
Durant ces mois décisifs d'avril et mai 1953, J. Crespo est appelé dans un premier temps en équipe de France fort de sa participation aux succès contre l'Australie en début d'année. Dans une équipe de France résolument offensive pour affronter dans l'ultime rencontre de la Coupe d'Europe l'Angleterre, la France aligne de nouveau la charnière Benausse-Crespo. La France court tout au long de la partie derrière le score et est vaincue 15-13 où l'unique essai français est inscrit par J. Crespo devant les 25 000 spectateurs du parc des Princes de Paris. Lyon XIII joue sur les deux tableaux. Qualifiée pour la finale de la Coupe de France, elle a éliminé l'A.S. Carcassonne puis le Celtic de Paris et affronte en finale l'U.S. Villeneuve. En championnat, elle clôt sa saison à la quatrième place et élimine Bordeaux XIII 6-4 en demi-finale pour affronter l'A.S. Carcassonne en finale. Face à ce dernier à Toulouse, le club lyonnais domine largement la première période grâce à son pack d'avants mais ne parvient pas à se mettre à l'abri. Les Carcassonnais en profitent en seconde période pour remporter leur cinquième titre de Championnat de France 19-12. Pour la finale de la Coupe de France disputée à Perpignan, le coup d'envoi est donné par J. Crespo et les Lyonnais mènent 9-0 à la pause. Fort de cet avantage, Lyon résiste toute la seconde période et par réussite parvient à maintenir un unique point d'avance pour s'imposer 9-8. J. Crespo fête avec ses coéquipiers, notamment les frères Guy et Robert Lucia, son premier titre de Coupe de France. Il clôt sa saison sur une ultime rencontre avec l'équipe de France contre la Grande-Bretagne sur Lyon devant près de 6 000 spectateurs pour une victoire 28-17.
La saison 1953-1954 démarre parfaitement pour J. Crespo et l'U.S. Lyon-Villeurbanne prenant rapidement la tête du Championnat. L'équipe de France, quant à elle, prépare sa rencontre face à la sélection des Autres Nationalités de fin octobre pour le compte de la Coupe d'Europe 1954 et J. Crespo est désigné demi de mêlée avec Merquey à l'ouverture. Dans une rencontre de haute tenue, la France croit pouvoir arracher la victoire à l'Empire britannique mais cette dernière marque un essai en toute fin de match pour s'imposer 15-10. J. Crespo ne peut pas prendre part à la seconde rencontre prévue contre l'Angleterre le 7 novembre pour maladie, Roger Guilhem prenant sa place au poste de demi de mêlée pour une défaite 7-5, mais il reprend sa place pour affronter le pays de Galles le 7 décembre à Marseille. Bien que montrant des signes de fatigue, il ne rechigne pas à sa tâche défensive et prend part à la victoire 23-22 face aux Gallois évitant à la France d'être fanny sur cette édition de Coupe d'Europe.
Composition de l'U.S. Lyon-Villeurbanne :
Le club de Lyon XIII avec son capitaine J. Crespo aligne des performances en cette fin de saison. Fin mars, le club lyonnais élimine en quart-de-finale Bordeaux XIII 25-16 puis en avril le R.C. Marseille en demi-finale de la Coupe de France. L'U.S. Lyon-Villeurbanne défend ainsi son titre en finale le 9 mai en étant opposé au XIII Catalan. En Championnat, après avoir fini second de la saison régulière, Lyon est surpris par Bordeaux qui prend sa revanche de la Coupe de France en s'imposant 15-4. En finale de la Coupe de France disputée à Cavaillon, Joseph Crespo emmène son club lyonnais vers son second titre de Coupe de France d'affilée en compagnie de René Duffort sur un score serré de 17-15.

#### 1954: finaliste de la première Coupe du monde de l'histoire
En octobre-novembre 1954, la France organise la première Coupe du monde de rugby à XIII de l'histoire sous l'impulsion du président de la fédération française Paul Barrière en invitant les trois autres nations majeures de rugby à XIII : l'Australie, la Grande-Bretagne et la Nouvelle-Zélande. Joseph Crespo est sélectionné pour cette édition inaugurale aux côtés de trois autres Lyonnais — Jean Audoubert, Joseph Krawczyk et Maurice Voron — et doit sa sélection à sa polyvalence où il est autant à l'aise sur les postes de demi de mêlée et de centre.
Joseph Crespo prend part au poste de demi de mêlée au match d'ouverture de la Coupe du monde contre la Nouvelle-Zélande dont le coup d'envoi symbolique est donné par le champion cycliste français Louison Bobet au parc des Princes de Paris devant près de 15 000 spectateurs. Après une première période où les deux équipes se rendent coup pour coup (12-8 pour la France), la seconde débute par un essai de J. Crespo après un sprint de 30 mètres bien servi par Vincent Cantoni qui permet à la France de faire le break dans cette rencontre pour ne plus rien lâcher et s'imposer 22-13, lançant parfaitement la dynamique pour la sélection française. La seconde rencontre disputée à Toulouse oppose la France à la Grande-Bretagne et constitue quelque peu une finale avant la lettre à la suite de la victoire des Britanniques sur l'Australie au premier match. Joseph Crespo est reconduit au poste de demi de mêlée avec Gilbert Benausse à l'ouverture. La rencontre est âprement disputée par les deux sélections où les pénalités sont réussies de part et d'autre. J. Crespo est à l'origine d'un des deux essais français en lançant Raymond Contrastin à l'essai. Le score final est nul 13-13 et renvoie les deux équipes dos à dos. La troisième rencontre se dispute à Nantes contre l'Australie le 11 novembre qui après avoir perdu contre la Grande-Bretagne a battu la Nouvelle-Zélande. Au terme d'une rencontre serrée, la France s'impose 15-5, J. Crespo est salué par son abatage défensif et sa farouche défense.
Composition de l'équipe de France :
Non prévue, la finale se déroule en raison de l'égalité de points au classement issue de leurs victoires contre les nations de l'hémisphère sud et de leur match nul 13-13. Cette rencontre organisée en quatre jours attire 30 368 spectateurs au Parc des Princes à Paris. La Grande-Bretagne domine la première mi-temps grâce aux essais de Gordon Brown et de David Rose, James Ledgard se chargeant de convertir le second, avant que Puig-Aubert ajoute une nouvelle pénalité. Le score est alors de 8 à 4 à la mi-temps en faveur des Britanniques. Au retour des vestiaires, Cantoni marque un essai converti par Puig-Aubert permettant à la France de mener 9 à 8. Les Anglais enfoncent alors le clou grâce à deux autres essais de Gerry Helme (converti par Ledgard) et de Brown (9-16). Côté français, Contrastin permet à la France de revenir dans la partie. La pression est alors intense sur les épaules des Anglais mais contre tout pronostic, ceux-ci parviennent à tenir et deviennent ainsi les premiers champions du monde de l'histoire du rugby à XIII. J. Crespo dispute la finale au poste de demi de mêlée et aura pris part à toutes les rencontres de la Coupe du monde, il est associé à l'ouvreur Antoine Jimenez en charnière. J. Crespo est l'auteur d'une rencontre correcte mais ne parvient pas à produire un travail aussi efficace que son adversaire direct Gerry Helme.

#### 1954-1955: dernier titre de Championnat de France avant la retraite sportive
Le Championnat de France 1954-1955 qui a débuté avant cette première édition de Coupe du monde se poursuit aussitôt après sa finale. Joseph Crespo et son équipe lyonnaise dominent le Championnat à mi-parcours devant l'A.S. Carcassonne et le S.O. Avignon. J. Crespo reste le métronome de cette équipe avec Jean Audoubert et Guy Augey. Il ne connaît aucune sélection avec l'équipe de France en l'absence de Coupe d'Europe en cette saison qui a vu la Coupe du monde prendre place. Il est toutefois appelé dans des rencontres de prestige dans une sélection dénommée « équipe de France » qui est opposée à une sélection du Sud-Est puis une autre dénommé « Reste », J. Crespo est placé en charnière au poste de demi de mêlée de l'équipe de France avec Gilbert Benausse puis Charles Galaup pour ces rencontres qui se déroulent en février et mars 1955,.
Composition de l'U.S. Lyon Villeurbanne :
En Coupe de France, le club lyonnais, double tenant du titre, subit une défaite d'entrée en huitième de finale face à l'U.S. Villeneuve 15-3. Les Lyonnais concentrent alors leurs efforts sur le Championnat de France dont ils occupent toujours la place de leader. L'U.S. Lyon-Villeurbanne se qualifie pour les demi-finales du Championnat et affronte le S.O. Avignon. Il s'impose sur le score de 11-2 et se qualifie pour la finale. À Toulouse devant plus de 15 000 spectateurs, le sort de la finale entre l'U.S. Lyon-Villeurbanne et l'A.S. Carcassonne est longtemps indécis. J. Crespo, précieux dans sa charnière composée avec Duffort, distribue et lance les attaques, c'est finalement par un petit point que Lyon s'impose sur le score de 7-6 grâce à un essai en fin de match de Maurice Voron.
Il clôt sa carrière sur un ultime match de prestige en intégrant une équipe de France bis face à une sélection du pays de Galles à Nantes. À cette occasion, le pays de Galles dispute sa dernière rencontre sous son maillot rouge avant d'être incorporé dans la sélection Autres Nationalités en raison de la faiblesse de son réservoir de joueurs tandis que l'équipe A de France se rend en tournée dans l'hémisphère sud.

### Après carrière
Une fois sa retraite sportive actée, Joseph Crespo s'éloigne des pelouses, ne rejoint pas d'encadrement et ne prend pas de fonction dans un club. Il est toutefois à l'initiative de la création de l'« amicale d'entraide des anciens treizistes du Roannais » avec Pierre Taillantou et Henri Riu. Après avoir travaillé au sein de l'entreprise Devernois, Joseph Crespo devient commercial de terrain (VRP multicarte) pour des articles de mercerie. Il décède le 7 mai 2004 à Mably.

## Palmarès

### Rugby à XV
- Collectif :
  - Vainqueur du Championnat de France : 1944 (USA Perpignan).
  - Vainqueur de la Coupe Frantz-Reichel : 1943 (USA Perpignan).

#### Statistiques en club
| Saison  | Saison        | Championnat           | Championnat | Coupe           | Coupe      |
| Saison  | Saison        | Comp.                 | Class.      | Comp.           | Class.     |
| ------- | ------------- | --------------------- | ----------- | --------------- | ---------- |
| 1942-43 | USA Perpignan | Championnat de France | 1/4 finale  | Coupe de France | 1/2 finale |
| 1943-44 | USA Perpignan | Championnat de France | Vainqueur   | Coupe de France | 1/8 finale |

### Rugby à XIII
- Collectif :
  - Vainqueur de la Coupe d'Europe des nations : 1949, 1951 et 1952 (France).
  - Vainqueur du Championnat de France : 1947, 1948 (Roanne), 1951 et 1955 (Lyon)
  - Vainqueur de la Coupe de France : 1953 et 1954 (Lyon)
  - Finaliste de la Coupe du monde : 1954 (France).
  - Finaliste du Championnat de France : 1953 (Lyon).
  - Finaliste de la Coupe de France : 1950 et 1951 (Lyon).

#### Coupe du monde
| Édition     | Rang      | Résultats France | Résultats Crespo | Matchs Crespo |
| ----------- | --------- | ---------------- | ---------------- | ------------- |
| France 1954 | Finaliste | 2 v, 1 n, 1 d    | 2 v, 1 n, 1 d    | 4/4           |

Légende : v = victoire ; n = match nul ; d = défaite.

#### Coupe d'Europe des nations
| Édition | Rang | Résultats France | Résultats Crespo | Matchs Crespo |
| ------- | ---- | ---------------- | ---------------- | ------------- |
| 1948    | 2e   | 2 v 0 n 2 d      | 0 v 0 n 1 d      | 1/4           |
| 1949    | 1er  | 3 v 0 n 1 d      | 2 v 0 n 1 d      | 3/4           |
| 1950    | 4e   | 1 v 0 n 2 d      | 0 v 0 n 1 d      | 1/3           |
| 1951    | 1er  | 2 v 0 n 1 d      | 2 v 0 n 1 d      | 3/3           |
| 1952    | 1er  | 2 v 0 n 1 d      | 1 v 0 n 1 d      | 2/3           |
| 1953    | 4e   | 0 v 0 n 3 d      | 0 v 0 n 1 d      | 1/3           |
| 1954    | 3e   | 1 v 0 n 2 d      | 0 v 0 n 1 d      | 1/3           |

#### Détails en sélection
| Matchs internationaux de Joseph Crespo | Matchs internationaux de Joseph Crespo | Matchs internationaux de Joseph Crespo | Matchs internationaux de Joseph Crespo | Matchs internationaux de Joseph Crespo | Matchs internationaux de Joseph Crespo | Matchs internationaux de Joseph Crespo | Matchs internationaux de Joseph Crespo | Matchs internationaux de Joseph Crespo | Matchs internationaux de Joseph Crespo | Matchs internationaux de Joseph Crespo | Matchs internationaux de Joseph Crespo |
|                                        | Date                                   | Adversaire                             | Résultat                               | Compétition                            | Poste                                  | Points                                 | Essais                                 | Pen.                                   | Drops                                  |                                        |                                        |
| -------------------------------------- | -------------------------------------- | -------------------------------------- | -------------------------------------- | -------------------------------------- | -------------------------------------- | -------------------------------------- | -------------------------------------- | -------------------------------------- | -------------------------------------- | -------------------------------------- | -------------------------------------- |
| sous les couleurs de la France         |                                        |                                        |                                        |                                        |                                        |                                        |                                        |                                        |                                        |                                        |                                        |
| 1.                                     | 25 janvier 1948                        | Nouvelle-Zélande                       | 25-7                                   | Test-match                             | Demi de mêlée                          | -                                      | -                                      | -                                      | -                                      |                                        |                                        |
| 2.                                     | 11 avril 1948                          | Angleterre                             | 10-25                                  | Coupe d'Europe                         | Demi de mêlée                          | -                                      | -                                      | -                                      | -                                      |                                        |                                        |
| 3.                                     | 28 novembre 1948                       | Angleterre                             | 5-12                                   | Coupe d'Europe                         | Demi d'ouverture                       | -                                      | -                                      | -                                      | -                                      |                                        |                                        |
| 4.                                     | 9 janvier 1949                         | Australie                              | 10-29                                  | Test-match                             | Centre                                 | -                                      | -                                      | -                                      | -                                      |                                        |                                        |
| 5.                                     | 23 janvier 1949                        | Australie                              | 0-10                                   | Test-match                             | Demi de mêlée                          | -                                      | -                                      | -                                      | -                                      |                                        |                                        |
| 6.                                     | 12 mars 1949                           | Angleterre                             | 12-5                                   | Coupe d'Europe                         | Demi d'ouverture                       | -                                      | -                                      | -                                      | -                                      |                                        |                                        |
| 7.                                     | 10 avril 1949                          | Pays de Galles                         | 11-0                                   | Coupe d'Europe                         | Centre                                 | -                                      | -                                      | -                                      | -                                      |                                        |                                        |
| 8.                                     | 4 décembre 1949                        | Angleterre                             | 5-13                                   | Coupe d'Europe                         | Centre                                 | -                                      | -                                      | -                                      | -                                      |                                        |                                        |
| 9.                                     | 11 novembre 1950                       | Angleterre                             | 9-14                                   | Coupe d'Europe                         | Centre                                 | -                                      | -                                      | -                                      | -                                      |                                        |                                        |
| 10.                                    | 10 décembre 1950                       | Autres Nationalités                    | 16-3                                   | Coupe d'Europe                         | Centre                                 | 3                                      | 1                                      | -                                      | -                                      |                                        |                                        |
| 11.                                    | 15 avril 1951                          | Pays de Galles                         | 28-13                                  | Coupe d'Europe                         | Centre                                 | -                                      | -                                      | -                                      | -                                      |                                        |                                        |
| 12.                                    | 30 juin 1951                           | Australie                              | 11-23                                  | Tournée                                | Centre                                 | -                                      | -                                      | -                                      | -                                      |                                        |                                        |
| 13.                                    | 21 juillet 1951                        | Australie                              | 35-14                                  | Tournée                                | Demi de mêlée                          | 9                                      | 3                                      | -                                      | -                                      |                                        |                                        |
| 14.                                    | 4 août 1951                            | Nouvelle-Zélande                       | 15-16                                  | Tournée                                | Demi de mêlée                          | -                                      | -                                      | -                                      | -                                      |                                        |                                        |
| 15.                                    | 3 novembre 1951                        | Autres Nationalités                    | 14-17                                  | Coupe d'Europe                         | Demi de mêlée                          | -                                      | -                                      | -                                      | -                                      |                                        |                                        |
| 16.                                    | 25 novembre 1951                       | Angleterre                             | 42-13                                  | Coupe d'Europe                         | Centre                                 | 9                                      | 3                                      | -                                      | -                                      |                                        |                                        |
| 17.                                    | 23 décembre 1951                       | Nouvelle-Zélande                       | 8-3                                    | Test-match                             | Centre                                 | -                                      | -                                      | -                                      | -                                      |                                        |                                        |
| 18.                                    | 22 mai 1952                            | Grande-Bretagne                        | 22-12                                  | Test-match                             | Demi d'ouverture                       | 6                                      | 2                                      | -                                      | -                                      |                                        |                                        |
| 19.                                    | 11 janvier 1953                        | Australie                              | 5-0                                    | Test-match                             | Demi d'ouverture                       | -                                      | -                                      | -                                      | -                                      |                                        |                                        |
| 20.                                    | 25 janvier 1953                        | Australie                              | 13-5                                   | Test-match                             | Demi de mêlée                          | -                                      | -                                      | -                                      | -                                      |                                        |                                        |
| 21.                                    | 11 avril 1953                          | Angleterre                             | 13-15                                  | Coupe d'Europe                         | Demi de mêlée                          | 3                                      | 1                                      | -                                      | -                                      |                                        |                                        |
| 22.                                    | 24 mai 1953                            | Grande-Bretagne                        | 28-17                                  | Test-match                             | Demi de mêlée                          | 8                                      | 2                                      | 1                                      | -                                      |                                        |                                        |
| 23.                                    | 18 octobre 1953                        | Autres Nationalités                    | 10-15                                  | Coupe d'Europe                         | Demi de mêlée                          | -                                      | -                                      | -                                      | -                                      |                                        |                                        |
| 24.                                    | 13 décembre 1953                       | Pays de Galles                         | 23-22                                  | Coupe d'Europe                         | Demi de mêlée                          | -                                      | -                                      | -                                      | -                                      |                                        |                                        |
| 25.                                    | 30 octobre 1954                        | Nouvelle-Zélande                       | 22-13                                  | Coupe du monde                         | Demi de mêlée                          | -                                      | -                                      | -                                      | -                                      |                                        |                                        |
| 26.                                    | 7 novembre 1954                        | Grande-Bretagne                        | 13-13                                  | Coupe du monde                         | Demi de mêlée                          | -                                      | -                                      | -                                      | -                                      |                                        |                                        |
| 27.                                    | 11 novembre 1954                       | Australie                              | 15-5                                   | Coupe du monde                         | Demi de mêlée                          | -                                      | -                                      | -                                      | -                                      |                                        |                                        |
| 28.                                    | 13 novembre 1954                       | Grande-Bretagne                        | 12-16                                  | Coupe du monde                         | Demi de mêlée                          | -                                      | -                                      | -                                      | -                                      |                                        |                                        |

#### Détails en club
| Saison    | Saison               | Championnat           | Championnat | Coupe           | Coupe      | Sélection | Sélection | Sélection | Sélection | Sélection | Sélection | Sélection |
| Saison    | Saison               | Comp.                 | Class.      | Comp.           | Class.     | Comp.     | M         | Pts       | Ess.      | Buts      | Dp.       |           |
| --------- | -------------------- | --------------------- | ----------- | --------------- | ---------- | --------- | --------- | --------- | --------- | --------- | --------- | --------- |
| 1945-1946 | RC Roanne            | Championnat de France | 1/2 finale  | Coupe de France | 1/2 finale |           |           |           |           |           |           |           |
| 1946-1947 | RC Roanne            | Championnat de France | Vainqueur   | Coupe de France | 1/4 finale |           |           |           |           |           |           |           |
| 1947-1948 | RC Roanne            | Championnat de France | Vainqueur   | Coupe de France | 1/4 finale | CE        | 2         | -         | -         | -         | -         |           |
| 1948-1949 | RC Roanne            | Championnat de France | 1/2 finale  | Coupe de France | 1/2 finale | CE        | 5         | -         | -         | -         | -         |           |
| 1949-1950 | US Lyon-Villeurbanne | Championnat de France | 1/2 finale  | Coupe de France | Finaliste  | CE        | 1         | -         | -         | -         | -         |           |
| 1950-1951 | US Lyon-Villeurbanne | Championnat de France | Vainqueur   | Coupe de France | Finaliste  | CE/T      | 6         | 12        | 4         | -         | -         |           |
| 1951-1952 | US Lyon-Villeurbanne | Championnat de France | 1/2 finale  | Coupe de France | 1/2 finale | CE        | 4         | 15        | 5         | -         | -         |           |
| 1952-1953 | US Lyon-Villeurbanne | Championnat de France | Finaliste   | Coupe de France | Vainqueur  | CE        | 4         | 11        | 3         | 1         | -         |           |
| 1953-1954 | US Lyon-Villeurbanne | Championnat de France | 1/2 finale  | Coupe de France | Vainqueur  | CE        | 2         | -         | -         | -         | -         |           |
| 1954-1955 | US Lyon-Villeurbanne | Championnat de France | Vainqueur   | Coupe de France | 1/8 finale | CM        | 4         | 3         | 1         | -         | -         |           |

### L'Encyclopédie de Treize Magazine
1. ↑  Passamar 1984, p. 45.